# Константиновские ворота (Динабургская крепость)
Константиновские ворота — одни из четырёх ворот Динабургской крепости. Находятся в городе Даугавпилс Латвия.

## Описание
Данные ворота повторяют Александровские ворота. Створки ворот не сохранились. От ворот внутрь крепости идет улица Константина(Константиновская улица). Слева учебный корпус, построен во время военного училища. Справа от ворот солдатская позднее курсантская казарма. К воротам подходит дамба, заменившая деревянный мост через ров, есть промежуточные ворота и далее разрушенная временем кордегардия. Дорога далее ведет к бывшему учебному аэродрому училища, далее пересекая улицу Вальню идет к старому гарнизонному кладбищу крепости.

## История
Построены в 1820—1830 годах. Названы по именам детей Императора Павла I. В 1962 году ворота были разрушены, утратили свои своды, необходимость транспортировки крупногабаритных предметов для учебного процесса военного училища.

## Будущее
В планах провести реставрацию ворот, восстановить порталы и своды.